# Sorno (Senftenberg)

Geografische Karte (1920)

Sorno, niedersorbisch Žarnow, Anfang des 19. Jahrhunderts bis 1937 Wendisch Sorno, war ein Ort im Süden der Niederlausitz. Sorno lag an einem Flusszweig der Schwarzen Elster, der nach der Ortschaft benannten Sornoschen Elster, zirka sieben Kilometer nordöstlich der Stadt Senftenberg und westlich von Rosendorf.
Das Dorf wurde im 20. Jahrhundert durch den Tagebau Sedlitz zum Abbau von Braunkohle überbaggert, dafür wurden 340 Einwohner umgesiedelt.

## Geschichte

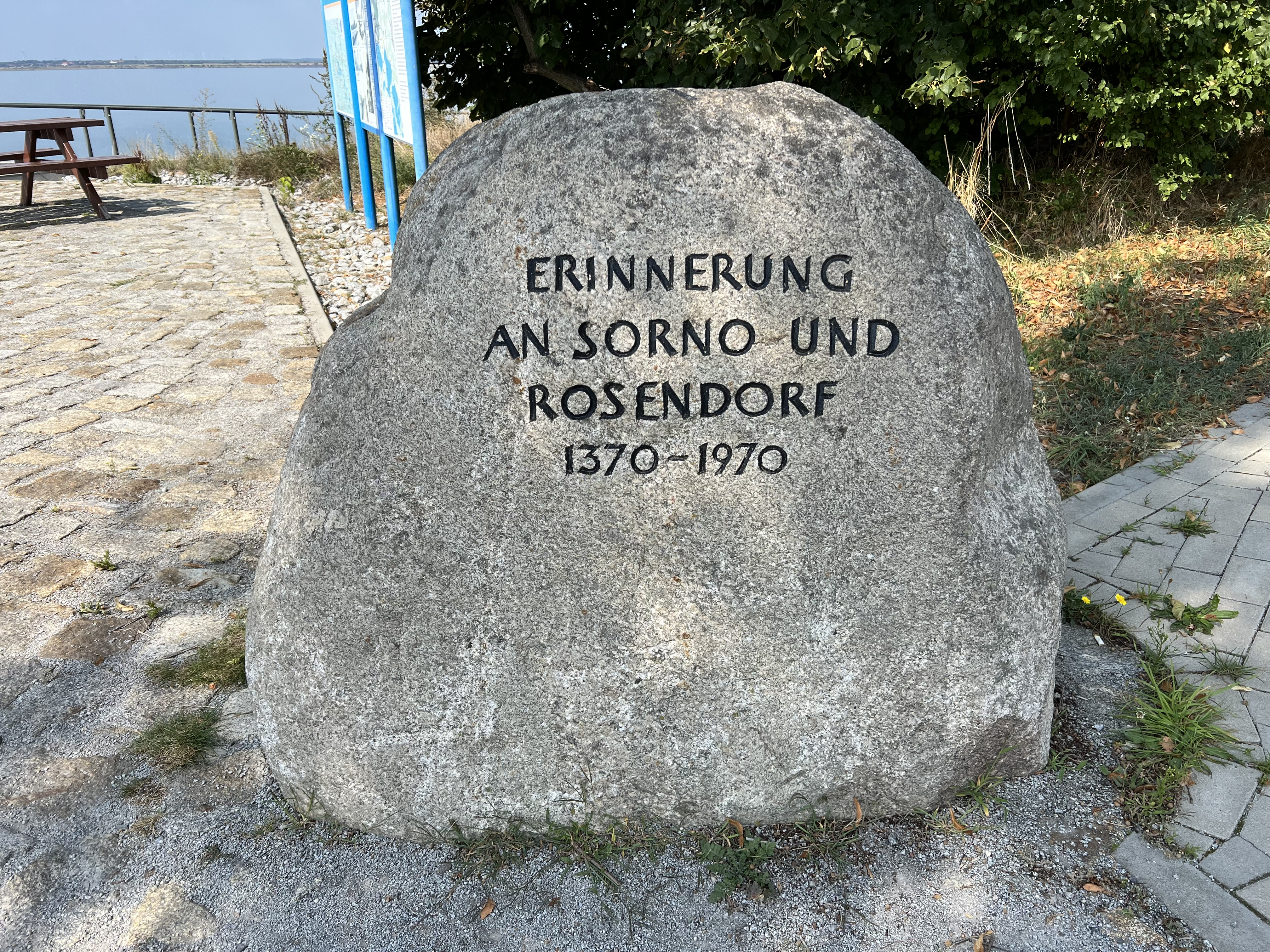
Gedenkstein für Sorno

Funde bei Ausgrabungen weisen auf Besiedlungen in der Jungsteinzeit und in der Bronzezeit hin.  Die erste urkundliche Erwähnung des Ortes stammt aus dem Jahr 1370. Bis zur Industrialisierung lebten die Bewohner des Dorfes vom Mühlenhandwerk und von der Landwirtschaft. Die Bauern aus Sorno waren genau wie die aus Meuro, Klettwitz und Lieske zu Diensten im Amt Senftenberg verpflichtet. Sie mussten Mist aus den Schafställen in die Weinberge des Amtes in der Hörlitzer Flur transportieren.
Noch Ende des 19. Jahrhunderts sprachen nach Arnošt Muka alle Einwohner von Sorno Zuhause untereinander Sorbisch. In den folgenden Jahrzehnten bis zur Abbaggerung ging der Anteil der Sorbischsprecher kontinuierlich zurück.
In der ersten Hälfte des 20. Jahrhunderts wurde Sorno mit Rosendorf durch die Ilse Bergbau AG als Braunkohlenrevier erschlossen. Die endgültige Devastierung erfolgte in den Jahren 1971 bis 1973, zum 1. Januar 1973 erfolgte die Eingemeindung nach Sedlitz.

## Bevölkerungsentwicklung Sorno
| Einwohnerentwicklung in Sorno von 1875 bis 1971 | Einwohnerentwicklung in Sorno von 1875 bis 1971 | Einwohnerentwicklung in Sorno von 1875 bis 1971 | Einwohnerentwicklung in Sorno von 1875 bis 1971 |
| Jahr                                            | Einwohner                                       | Jahr                                            | Einwohner                                       |
| ----------------------------------------------- | ----------------------------------------------- | ----------------------------------------------- | ----------------------------------------------- |
| 1875                                            | 403                                             | 1890                                            | 427                                             |
| 1910                                            | 426                                             | 1925                                            | 460                                             |
| 1933                                            | 415                                             | 1939                                            | 394                                             |
| 1946                                            | 485                                             | 1950                                            | 654                                             |
| 1964                                            | 340                                             | 1971                                            | 142                                             |